# Нуни (язык)
У этого термина существуют и другие значения — см. Нуни (озеро).
Нуни (Nibulu, Nouni, Nounouma, Nuna, Nune, Nuni, Nunuma, Nuruma) — диалектный континуум гур, на котором говорит народ нуна в Буркина-Фасо.
Алфавит:
| Алфавит нуни | Алфавит нуни | Алфавит нуни | Алфавит нуни | Алфавит нуни | Алфавит нуни | Алфавит нуни | Алфавит нуни | Алфавит нуни | Алфавит нуни | Алфавит нуни | Алфавит нуни | Алфавит нуни | Алфавит нуни | Алфавит нуни | Алфавит нуни | Алфавит нуни | Алфавит нуни | Алфавит нуни | Алфавит нуни | Алфавит нуни | Алфавит нуни | Алфавит нуни | Алфавит нуни | Алфавит нуни | Алфавит нуни | Алфавит нуни | Алфавит нуни | Алфавит нуни | Алфавит нуни | Алфавит нуни |
| ------------ | ------------ | ------------ | ------------ | ------------ | ------------ | ------------ | ------------ | ------------ | ------------ | ------------ | ------------ | ------------ | ------------ | ------------ | ------------ | ------------ | ------------ | ------------ | ------------ | ------------ | ------------ | ------------ | ------------ | ------------ | ------------ | ------------ | ------------ | ------------ | ------------ | ------------ |
| A            | B            | C            | D            | E            | Ǝ            | Ɛ            | F            | G            | H            | I            | Ɩ            | J            | K            | L            | M            | N            | Ny           | Ŋ            | O            | Ɔ            | P            | R            | S            | T            | U            | Ʋ            | V            | W            | Y            | Z            |
| a            | b            | c            | d            | e            | ǝ            | ɛ            | f            | g            | h            | i            | ɩ            | j            | k            | l            | m            | n            | ny           | ŋ            | o            | ɔ            | p            | r            | s            | t            | u            | ʋ            | v            | w            | y            | z            |

## Диалекты
У нуни существует два диалекта:
- Северный диалект распространён в провинциях Сангие и Сисили, около города Боромо. Имеет северо-восточный и северо-западный диалекты.
- Южный диалект распространён в более 100 деревнях в провинциях Булькиемде, Коси, Мухун, Нахури, Сангие и на ареале Лео провинции Сисили. Имеет диалекты басиньяри (сундони), бвана, гори, микари, санкура, ятини.